# Hudson Bend
Hudson Bend é uma Região censo-designada localizada no estado norte-americano do Texas, no Condado de Travis.

## Demografia
Segundo o censo norte-americano de 2000, a sua população era de 2369 habitantes.

## Geografia
De acordo com o United States Census Bureau tem uma área de 17,3 km², dos quais 10,3 km² cobertos por terra e 7,0 km² cobertos por água.

## Localidades na vizinhança
O diagrama seguinte representa as localidades num raio de 12 km ao redor de Hudson Bend.